# Barbablava (pel·lícula de 1901)
Barbablava (títol original en francès: Barbe-Bleue) és una pel·lícula muda francesa de 1901 de Georges Méliès, basada al conte de fades de Charles Perrault "Barbablava".

## Trama
Un aristòcrata sinistre, Barba Blava, busca una dona bella per convertir-la en la seva dona. Atrets per les seves grans riqueses, moltes famílies nobles porten les seves filles més elegibles a conèixer-lo. Cap de les joves es vol casar amb ell, tant pel seu aspecte horrible com perquè ja ha tingut set dones anteriors, totes elles misteriosament desaparegudes sense deixar rastre. La gran riquesa d'en Barbablava, però, convenç a un pare de donar-li la mà de la seva filla. No li queda més remei que casar-se amb ell i, després d'un banquet de noces fastuós, comença la seva nova vida al seu castell.
Un dia, mentre en Barba Blava marxa de viatge, li confia les claus del seu castell i adverteix a la seva dona que no entri mai a una habitació concreta. Atrapada entre la por a la ira del seu marit i la seva pròpia curiositat, no està segura de què fer amb la cambra prohibida. La seva curiositat es manifesta com un imp que es burla d'ella amb possibles promeses que podria contenir l'habitació. En canvi, el seu millor judici ve en la forma d'un àngel de la guarda, que intenta dissuadir-la d'entrar per la porta tancada.
Quan finalment la seva curiositat s'apodera d'ella, s'adona que s'ha posat en gran perill. Entra a l'habitació poc il·luminada, distingint formes estranyes de bosses. L'habitació és una cambra de tortura, i aquestes bosses són cadàvers: les set esposes anteriors de la barba blava assassí penjades d'un ganxo, degotant sang rancia al terra. La nova dona deixa caure la clau en el seu horror i està tacada de sang de dones mortes que la dona intenta rentar sense parar. Més tard aquella nit, somia amb set claus gegants que la persegueixen. Al retorn de la Barba Blava, descobreix la curiositat indomable de la seva dona i la sacseja violentament. Corre cap al cim de la torre i crida a la seva germana i als seus germans. Els seus familiars la salven de la mort i enganxen Barba Blava amb una espasa a les parets del castell. L'àngel sembla restablir a la vida les dones assassinades i estan casades amb set grans senyors.

## Producció
El conte de fades de Charles Perrault "Barbablava" havia estat prèviament adaptat per al cinema el 1897, en una versió curta per a l'estudi dels Germans Lumière'. És possible que Méliès conegués i recordés aquesta pel·lícula en preparar la seva elaborada versió de deu escenes.
La pel·lícula compta amb Jehanne d'Alcy en el paper principal de l'esposa de Barba Blava, identificada com a Fàtima als catàlegs francès i nord-americà. Bleuette Bernon interpreta la fada. El mateix Méliès apareix en tres papers: Barba Blava, un dels ajudants de cuina, i el Diable. El disseny de producció de Méliès per a la pel·lícula és eclèctic, barrejant elements renaixentista, medieval i morisca, així com una ampolla gegant de Champagne Mercier. Els efectes especials es creen amb escamoteigs, fosa, maquinària escènica i pirotècnia.
Segons els records de Méliès (tal com va informar la seva néta, Madeleine Malthête-Méliès), el procés de rodatge va estar marcat per un accident: durant la producció de la penúltima escena, en què un dels cunyats de Barbablava es disposa a apunyalar-lo, Méliès va ser tombat, va caure sobre la guàrdia de la seva espasa i li va trencar el fèmur. Va acabar la pel·lícula, però es va haver d'aconseguir un guix ortopèdic a la cama aquella nit. Encara portava el repartiment a la gran reobertura del seu escenari, el Théâtre Robert-Houdin, el 22 de setembre de 1901.

## Estrena
Barbe-Bleue va ser venut per la Star Film Company de Méliès i està numerada del 361 al 370 als seus catàlegs. Una impressió supervivent de la pel·lícula, restaurada pel conservador de pel·lícules David Shepard, es va publicar en vídeo domèstic l'any 2008.